# Солис-Гранде
Солис-Гранде (исп. Arroyo Solís Grande) — река в республике Уругвай.

## География
Река Солис-Гранде берёт начало в департаменте Лавальеха, образует часть границы между департаментами Лавальеха и Канелонес, а затем границу между департаментами Канелонес и Мальдонадо, впадает в Ла-Плату, образуя обширную косу.
Длина реки составляет 70 км, а её бассейн занимает площадь около 1400 км².
Вопреки распространенному мнению, река названа не в честь испанского мореплавателя Хуана Диаса де Солиса, а по фамилии землевладельца, чьи земли лежали между нынешними реками Солис-Гранде и Солис-Чико.
18 июня 1843 года, во время Великой войны (гражданской войны между группировками «Бланко» и «Колорадо»), в районе реки состоялась битва, в которой войска Фруктуосо Риверы нанесли поражение войскам генерала Мануэля Орибе.